# HD 136956
HD 136956，又名BD-11 3940，SAO 159227、HR 5720，是一颗恒星，视星等为5.72，位于銀經351.02，銀緯35.9，其B1900.0坐标为赤經15h 18m 22.9s，赤緯-12° 35.9′ 45″。